# Liam Hess
Liam Hess (* 28. März 1992 in Cheltenham, Gloucestershire, Vereinigtes Königreich) ist ein britischer Schauspieler.

## Leben
Liam Hess stand wohl erstmals im Jahre 1999 in der Serie „Murder Most Horrid“ vor der Kamera.
2002 spielte er in der populären Channel-5-Fernsehserie „Koalas und andere Verwandte“ (Originaltitel: Don't Blame Me, auch Don't Blame the Koalas) regelmäßig die Rolle des Greg King, unter der Regie von Marcus Cole und Raymond Quint. Einen jungen Engländer, der mit seiner Mutter und seiner Schwester nach Australien auswandert. Durch diese Rolle wurde er auch über die Grenzen Großbritanniens hinaus bekannt.
Im selben Jahr wurde er für einen ACEA Award für seine schauspielerische Leistung in „Flucht vor der Vergangenheit“ (Originaltitel: The Whistle Blower) nominiert. Ein Jahr später, 2003, gewann er den ACEA Award und darüber hinaus einen AFI Award für seine schauspielerische Leistung in der besagten Serie „Koalas und andere Verwandte“.
Ebenfalls 2003 sprach er in „Softies“, einer Fernsehserie für Vorschüler, die Stoffpuppe Cosy. Von dieser Serie wurden 80 Folgen, jeweils mit einer Laufzeit von fünf Minuten, produziert. Dabei arbeitete er erneut mit seiner englischen Kollegin Hollie Chapman, aus „Koalas und andere Verwandte“, zusammen. Die eher unbekannt gebliebene Serie wurde in Deutschland bisher nicht gesendet.
Seine Bekanntheit wuchs erneut durch seine Rolle als Louis Fairhead in der Primetime-BBC-Fernsehserie „Casualty“, die er bis 2004 spielte. Zuletzt war er 2008 in der Rolle des Peter Dyer im Kinofilm „Frontalknutschen“ (Originaltitel: Angus, Thongs and Perfect Snogging) zu sehen, der von Paramount Pictures produziert wurde.

## Filmografie
- 1999: Murder Most Horrid (Episode: Going Solo), als Rory Phillips
- 2000: The Wyvern Mystery, als Young Will
- 2000: Black Books (Episode: The Blackout), als Jimbo
- 2001: The Calling, als Sammy Plumber
- 2001: Flucht vor der Vergangenheit (The Whistle Blower), als Daniel Tracey
- 2001: Down to Earth (Episode: Great Expectations), als Jake
- 2001: Edges of the Lord – Verlorene Kinder des Krieges (Edges of the Lord), als Tolo
- 2002: Koalas und andere Verwandte, (Don’t Blame Me auch Don’t Blame the Koalas), als Greg King
- 2003: Doctors (Episode: The Dragon) als Tom Bolton
- 2003: My Dad’s the Prime Minister (Episode: The Project), als Dominic Clackson
- 2003: Softies, als Cosy (lediglich Voice-over)
- 2003: Grass, als Crispin (5 Folgen)
- 2002–2004: Casualty, als Louis Fairhead (14 Folgen)
- 2008: Frontalknutschen (Angus, Thongs and Perfect Snogging), als Peter Dyer